# Gemeindeverwaltungsverband Oberes Bühlertal

Gemeindeverwaltungsverband Oberes Bühlertal im Landkreis Schwäbisch Hall in Baden-Württemberg

Im Gemeindeverwaltungsverband Oberes Bühlertal im baden-württembergischen Landkreis Schwäbisch Hall haben sich die drei im und am oberen Tal der Bühler gelegene Gemeinden des Landkreises zur Erledigung ihrer Verwaltungsgeschäfte zusammengeschlossen. Der Sitz des Gemeindeverwaltungsverbands liegt in der Gemeinde Obersontheim.

## Mitgliedsgemeinden
Mitglieder dieser Körperschaft des öffentlichen Rechts sind:
- Gemeinde Bühlertann, 3078 Einwohner, 23,59 km²
- Gemeinde Bühlerzell, 2087 Einwohner, 49,30 km²
- Gemeinde Obersontheim, 5389 Einwohner, 54,84 km²

## Struktur und Aufgaben
Der Gemeindeverwaltungsverband übernimmt für die Gemeinden zahlreiche Aufgaben, entweder in deren Namen für die Mitgliedsgemeinden oder in eigener Zuständigkeit anstelle der Mitgliedsgemeinden.